# Villaurbana
Villaurbana (en sard, Biddaubrana) és un municipi italià, dins de la província d'Oristany. L'any 2007 tenia 1.794 habitants. Es troba a la província d'Oristany. Limita amb els municipis d'Allai, Mogorella, Oristany, Palmas Arborea, Ruinas, Siamanna, Usellus, Villa Verde.

## Administració
| Període | Identitat   | Partit        |
| ------- | ----------- | ------------- |
| 2005-   | Luca Casula | Llista Cívica |